# Matthew Boulton
Matthew Boulton (3. september 1728 – 17. august 1809) var en engelsk fabrikant og forretningspartner med den skotske ingeniør James Watt. I den sidste fjerdedel af 1700-tallet installerede partnerne hundreder af Boulton & Watt dampmaskiner, som var langt bedre end de tidligere, hvilket muliggjorde mekanisering af fabrikker og møller. Boulton anvendte moderne teknologi ved møntfremstilling og fremstillede millioner af mønter til Storbritannien og andre lande og forsynede Royal Mint med moderne udstyr.
Boulton blev født i Birmingham i 1728 som søn af en producent af små metalvarer, som døde da Boulton var 31. På det tidspunkt havde Boulton ledet virksomheden i flere år, og efterfølgende udvidede han den betydeligt og samlede aktiviteterne på Soho Manufactory, som han byggede i nærheden af Birmingham. På Sohofabrikken indførte han den mest moderne teknologi og begyndte at arbejde med sølvplet, guldbronze og andre former for dekorativ kunst. Han kom i forbindelse med James Watt, da Watts forretningspartner, John Roebuck, ikke kunne betale sin gæld til Boulton. I stedet accepterde Boulton Roebucks andel i Watts patenter som betaling. Han overtalte derefter det engelske parlament til at forlænge Watts patent i yderligere 17 år, hvilket gjorde det muligt for virksomheden at markedsføre Watts dampmaskine. Virksomheden installerede hundreder af Boulton & Watt dampmaskiner i Storbritannien og andre lande, først i miner og senere i fabrikker.
Boulton var en af nøglepersonerne i Lunar Society (Måneselskabet), en gruppe mænd fra Birmingham-området, som var fremtrædende inden for kunst, videnskab og teologi. Blandt medlemmerne var Watt, Erasmus Darwin, Josiah Wedgwood og Joseph Priestley. Gruppen mødtes en gang om måneden omkring fuldmåne. Medlemmerne af gruppen har fået æren for at udvikle koncepter og teknikker indenfor videnskab, landbrug, fremstilling, minedrift og transport, som udgjorde grundlaget for den industrielle revolution.
Boulton grundlagde Soho Mint, som han blev dampdrevet. Han forsøgte at forbedre Storbritanniens dårlige møntproduktion, og efter adskillige års indsats fik han i 1797 kontrakt på at fremstille de første britiske kobbermønter i et kvart århundrede. Hans "cartwheel" (vognhjul) mønter var veludførte og vanskelige at forfalske og omfattede den første store kobber pennymønt, som vedblev med at blive fremstillet frem til møntreformen i 1971. Han gik på pension i 1800, om end han fortsatte med at drive sin møntfabrik og døde i 1809. Hans billede optræder sammen med James Watt på de britiske £50 sedler.

## Baggrund
Birmingham havde længe været et centrum for jernindustri. I begyndelsen af 1700-tallet gik byen ind i en vækstperiode, da det blev lettere og billigere at fremstille jern, efter at man fra 1709 begyndte at udskifte trækul med koks ved udsmeltningen af jern.
Mangel på træ i det stadig mere skovfattige England og opdagelsen af store mængder kul i Warwickshire og Staffordshire satte fart i omstillingen. En stor del af jernet blev forarbejdet i små støberier nær Birmingham, især i Black Country, herunder små byer i nærheden såsom Smethwick og West Bromwich. De således producerede tynde jernplader blev transporteret til fabrikker i og omkring Birmingham. Da byen lå langt fra hav og store floder, og da der endnu ikke var bygget kanaler, koncentrerede metalarbejderne sig om at fremstille små, men forholdsvis dyre ting, især knapper og spænder. Franskmanden Alexander Missen skrev, at selv om han havde set fremragende dubber til stokke, snusæsker og andre metalobjekter i Milano, "kan man få det samme bedre og billigere i Birmingham". Disse små genstande blev kendt som "toys", og deres producenter som "toymakers".
Boulton var en efterkommer af familier fra Lichfield-området. Hans tip-tip-tip-oldefar, pastor Zachary Babington, havde været kirkelig kansler i Lichfield. Boultons far, som også hed Matthew og var født i 1700, flyttede til Birmingham fra Lichfield for at stå i lære, og i 1723 giftede han sig med Christiana Piers. Den ældre Boulton var toymaker med et lille værksted, der havde specialiseret sig i spænder. Matthew Boulton, der blev født i 1728, var deres tredje barn og anden søn med dette navn, efter at den første Matthew døde som to-årig i 1726.

## Tidlige år og familieliv
Den ældre Boultons forretning blomstrede efter den unge Matthews fødsel, og familien flyttede til Snow Hill kvarteret i Birmingham, som dengang var et velstående kvarter med nye huse. Da den lokale skole ikke fungerede blev Boulton sendt til et akademi i Deritend, på den anden side af Birmingham. Han forlod skolen som 15-årig, og da han var 17 opfandt han en teknik som kunne bruges til at indlægge emalje i spænder. Den blev så populær, at spænderne blev eksporteret til Frankrig og derpå eksporteret tilbage til Storbritannien, hvor de blev solgt som det seneste nye fra Frankrig.
Den 3. marts 1749 giftede Boulton sig med Mary Robinson, en velhavende fjern slægtning, der var datter af en succesfuld manufakturhandler. De boede en kort tid hos brudens mor i Lichfield og flyttede derpå til Birmingham, hvor den ældre Matthew Boulton optog sin søn som partner i firmaet i en alder af 21. Selv om sønnen underskrev forretningsbreve "fra far og mig", var det fra midten af 1750'erne reelt ham, som drev virksomheden. Den ældre Boulton gik på pension i 1757 og døde i 1759.
Boulton og hans kone fik tre døtre i begyndelsen af 1750'erne, men alle døde som små. Mary Boultons helbred svigtede, og hun døde i august 1759. Ikke længe efter hendes død begyndte Boulton at kurtisere hendes søster Anne. Ægteskab med en afdød kones søster var forbudt af kirken, men tilladt af loven. Forbindelsen mødte modstand fra Annes bror Luke, som var bange for at Boulton ville komme til at styre (og muligvis bortødsle) en stor del af Robinson familiens formue. Trods det blev de gift den 25. juni 1760 i St. Mary's Church, Rotherhithe. Eric Delieb, som skrev en bog om Boultons sølvarbejder med et biografisk afsnit, skriver at den som forrettede vielsen, præsten James Penfold, var forarmet, og formentlig blev bestukket. Senere gav Boulton et råd til en anden mand, som ville gifte sig med sin afdøde hustrus søster: "Jeg råder dig til ikke at sige noget om dine hensigter, men hurtigt og bekvemt tage til Skotland eller en obskur del af London, f.eks. Wapping, blive indlogeret og optaget som sognebarn. Når måneden er gået og lovens krav er opfyldt, lev og vær glad -... Jeg anbefaler tavshed, hemmeligholdelse og Skotland (silence, secrecy, and Scotland)."
Sammen med Anne fik han to børn, Matthew Robinson Boulton og Anne Boulton. I 1764 døde Luke Robinson og hans bo overgik til hans søster Anne, og kom således under Matthew Boultons kontrol.

## Fornyer

### Udvidelse af forretningen
Efter faderens død i 1759 overtog Boulton den fulde kontrol med familievirksomheden. Han tilbragte meget af sin tid i London og andre steder med at fremme salget af sine varer. Han fik en ven til at forære et sværd til Prins Edward, og dennes ældre bror George, den senere kong George 3. syntes så godt om det, at han bestilte et til sig selv.
Med den kapital han havde opsamlet gennem to ægteskaber og ved at arve sin far, søgte Boulton efter et sted hvor han kunne udvide sin forretning. I 1761 lejede han 5,2 ha i Soho, som dengang lå i Staffordshire, med et stort hus, Soho House og en valsemølle. Soho House blev først beboet af slægtninge af Boulton og derefter at hans første partner John Fothergill. I 1766 forlangte Boulton at Fothergill flyttede fra Soho House og beboede herefter selv huset sammen med sin familie. Både han og hans kone døde i huset – Anne Boulton døde i 1783 – formentlig efter et slagtilfælde  og Boulton døde efter lang tids sygdom i 1809.
De 5,2 ha i Soho omfattede et fællesareal, som Boulton indhegnede, hvorefter han senere rakkede ned på de som tidligere havde benyttet området og kaldte dem for dovne tiggere.  I 1765 var hans fabrik i Soho blvet bygget. Lageret, eller hovedbygningen, var bygget i italiensk renæssancestil og havde 19 porte til af- og pålæsning af vogne. Der var plads til sekretærer og ledere på de øvre etager. Bygningen var udformet af den lokale arkitekt William Wyatt i en periode, hvor industribygninger i reglen blev udformet af ingeniører. I andre bygninger var der værksteder. Boulton og Fothergill investerede det mest avancerede metalforarbejdningsudstyr, og fabrikskomplekset blev beundret som en moderne industriel perle.  Selv om prisen for hovedbygningen alene var blevet anslået til £2.000 endte den med at koste fem gange så meget. Partnerne brugte over £20.000 på bygninger og udstyr på området. Partnerne rådede ikke over så store midler, og man klarede sig kun igennem ved at optage store lån og dygtig håndtering af kreditorerne.
I sin nye fabrik fremstillede Boulton bl.a. tallerkener af sølv – til de som havde råd – og af sølvplet – dvs. kobber med sølvbelægning – for de mindre velhavende. Boulton og hans far havde i mange år lavet mindre ting i sølv, men der er ingen optegnelser om at man lavede større ting i hverken sølv eller sølvplet i Birmingham inden Boulton begyndte på det. For at lave ting såsom lysestager billigede end konkurrenterne i London, lavede mange dele af tynde udstansede dele, som blev formet og sat sammen.
En hindring for Boultons arbejde var at dee ikke var et proberkontor i Birmingham. Sølvvarerne som virksomheden tidligere havde fremstillet var generelt for lette til at lødigheden skulle kontrolleres, men sølvtallerkener skulle sendes 110 km væk til det nærmeste proberkontor i Chester, for at få kontrolleret lødighed og blive udstyret med prøvemærke – med de heraf følgende risici for at blive beskadiget eller gå tabt. Alternativt kunne de sendes til London, men herved blev de udsat for risikoen for at blive kopieret af konkurrenterne. Boulton skrev i 1771, "Jeg vil meget gerne blive en dygtig sølvsmed, men jeg har besluttet ikke at gøre så meget ud af denne forretning som jeg havde planlagt, med mindre det lykkes at få et proberkontor i Birmingham." Boulton søgte at få parlamentet til at oprette et proberkontor i Birmingham. Selv om ansøgning stødte på indædt modstand fra guldsmedene i London, lykkedes det ham at få parlamentet til at oprette proberkontorer i Birmingham og Sheffield, hvor sølvsmedene havde haft lignende problemer. Sølvforretningen viste sig ikke at være en fordel, fordi der blev bundet en stor kapital i lageret af sølv, som kunne være anvendt bedre.
Virksomheden fortsatte med at lave store mængder sølvplet, men Boulton overlod ansvaret for denne forretning til betroede underordnede, og blandede sig ikke ret meget i den.
Som led i Boultons forsøg på at sælge til de velhavende begyndte han at sælge vaser, der var dekoreret med guldbronze, hvilket tidligere havde været en fransk specialitet. Guldbronze var fintmalet guld, som var blandet sammen med kviksølv, og herefter blev påført en genstand, der herefter blev opvarmet indtil kviksølvet fordampede, og der fremkom en gulddekoration. I slutningen af 1760'erne og begyndelsen af 1770'erne var det på mode blandt de rige at have dekorerede vaser, og det forsøgte Boulton at udnytte. Oprindelig bestilte han keramiske vaser fra sin ven og kollega i Måneselskabet Josiah Wedgwood, men det viste sig, at keramik ikke kunne bære vægten af dekorationerne, og Boulton valgte i stedet marmor og andre dekorative stenarter som grundlag for sine vaser. Boulton kopierede mønstre fra klassiske græske arbejder og lånte kunstværker fra samlere, handlende og billedhuggere. Fothergill og andre ledte i Europa efter modeller til vaserne. I marts 1770 besøgte Boulton den engelske kongefamilie og solgte adskillige vaser til dronning Charlotte, George 3.s kone. Han havde årlige udsalg i Christie's i 1771 og 1772. Udstillingen på Christie's betød at Boulton blev kendt, og det samme blev hans produktioner, som fik stor ros, men salget var ikke nogen finansiel succes, da mange varer ikke blev solgt eller solgt til under fremstillingsprisen. Da vasedillen sluttede i begyndelsen af 1770'erne havde partnerskabet et stort lager, men solgte mange af dem i en stor handel med Katharina den Store af Rusland— zarinaen beskrev vaserne som: bedre end fransk guldbronze, og oven i købet billigere. Boulton fortsatte med at modtage ordrer, om end guldbronze blev fjernet fra forretningsbeskrivelsen i 1779, og da partnerskabet med Fothergill blev opløst ved at Fothergill døde i 1782 var der kun 14 emner med guldbronze tilbage på lager.
Blandt Boultons mest vellykkede produkter var indfatninger til små Wedgwood produkter såsom plaketter, kamé, brocher og knapper i karakteristik keramik, ikke mindst jaspis som Wedgwoods virksomhed stadig er velkendt for. Indfatninger til disse artikler, hvor af mange har overlevet, var lavet af guldbronze eller skåret stål, som havde en juvelagtig glans. Boulton og Wedgwood var venner som til tider samarbejdede og til andre tider var konkurrenter. Wedgwood skrev om Boulton, "Det fordobler mit mod, at stå op imod den dygtigste fabrikant i England – kampen passer mig godt – jeg kan lidt manden og jeg kan lide hans kampånd."
I 1770'erne indførte Boulton et forsikringssystem for sine arbejdere, der kom til at danne model for andre. Hvis arbejderne kom til skade eller blev syge, fik de kompensation. Det var det første eksempel på en sådan ordning i et større foretagende, og de ansatte indbetalte 1/16 af deres løn til Soho Friendly Society, som de skulle være medlem af. Virksomhedens første lærlinge var fattige eller forældreløse drenge, som kunne oplæres til at blive faglærte. Han nægtede at ansætte sønner af mere velstående som lærlinge, idet han sagde, at de ville være havnet et forkert sted blandt de mere fattige drenge.
Ikke alle Boultons fornyelser blev en succes. Sammen med maleren Francis Eginton, gik han i gang med at lave mekaniske reproduktioner af malerier til middelklassehjem, men opgav til sidst metoden. Boulton og James Keir fremstillede en legering, som kaldtes "Eldorado metal", som de hævdede ikke ville korrodere i vand, og derfor kunne bruges til forhudning af skibe. Efter en række forsøg afviste Admiralitetet deres påstand, og metallet blev brugt til vinduesrammer i Soho House. Boulton frygtede at byggeriet af en kanal i nærheden ville ødelægge vandforsyningen, men det viste sig ikke at blive tilfældet, og i 1779 skrev han, "Vor sejlads trives. Forbindelsen til Wolverhampton kanalen er færdig, og vi sejler allerede til Bristol og Hull."

### Partnerskab med Watt
Det viste sig, at Boultons Soho-fabrik ikke havde tilstrækkelig vandkraft til alle hans behov, især om sommeren når møllestrømmens vandstrøm var stærkt formindsket. Han var klar over, at en dampmaskinen, som enten pumpede vandet tilbage til mølledammen eller drev maskineri direkte ville give den nødvendige kraft. Han begyndte at skrive sammen med Watt i 1766, og mødtes første gang med ham 2 år senere. I 1769 tog Watt patent på en maskine med en separat kondensator, som betød, at den var langt mere effektiv end tidligere maskiner. Boulton kunne se, at maskinen ikke blot kunne dække hans kraftbehov, men at fremstilling af den kunne blive en overskudgivende forretning.
Efter at have fået patentet gjorde Watt ikke meget for at udvikle maskinen til et salgbart produkt, men vendte sig mod andre opgaver. I 1772 kom Watts partner Dr. John Roebuck i finansielle vanskeligheder, og Boulton, som han skyldte £1,200, accepterede at overtage hans to-tredjedels andel i Watts patent som betaling af gælden. Boulton's partner Fothergill nægtede at deltage i denne spekulationsforretning og accepterede at få kontanter for sin andel.  Boultons andel var ikke meget værd med mindre Watt gjorde en indsats for at forbedre opfindelsen. På daværende tidspunkt blev dampmaskiner fortrinsvis brugt til at pumpe vand op fra miner. Den maskine man almindeligvis brugte var Newcomens dampmaskine, som forbrugte store mængder kul, og efterhånden som minerne blev dybere viste sig ude af stand til at holde dem fri for vand. Watts arbejde var velkendt, og en række miner, som havde brug for dampmaskiner ventede på at købe en i håb om at Watt snart ville sende sin opfindelse på markedet.
Boulton pralede af Watts talenter, hvilket førte til at ansættelsestilbud fra den russiske regering, som Boulton måtte overtale Watt til at afslå.  I 1774 lykkedes det ham at overtale Watt til at flytte til Birmingham,og de gik i partnerskab året efter. I 1775 var 6 af de 14 år som Watts oprindelige patent løb over gået, men takket være Boultons lobbyvirksomhed overfor Parlamentet blev der vedtaget en lov, som forlængede Watts patent til år 1800. Boulton og Watt begyndte arbejdet med at forbedre maskinen. Med hjælp fra en jern mester John Wilkinson (svoger til måneselskabsmedlemmer Joseph Priestley), lykkedes det dem at gøre maskinen til en levedygtig forretning.
I 1776 opstillede partnerskabet to maskiner, en hos Wilkinson og en i en mine i Tipton i Black Country. Begge maskiner fungerede godt, hvilket førte til positiv omtale af partnerskabet. Boulton og Watt begyndte at opstille maskiner andre steder. Det var sjældent at de fremstillede selve maskinen, i stedet jod de køberen købe dele fra en række leverandører og samlede derpå maskinen på stedet under opsyn af en ingeniør fra Sohofabrikken. Virksomheden tjente penge ved at sammenligne den mængde kul som blev forbrugt af maskinen sammenlignet med en tidligere mindre effektiv Newcomenmaskine, og forlangte at få en tredjedel af den årlige besparelse i de næste 25 år. Denne form for prisfastsættelse førte til konpligter, da mange miner anvendte kul af så dårlig kvalitet, at de ikke kunne sælges, og som derfor kun kostede ejerne omkostningen ved brydningen. Mineejerne tøvede også med at betale de årlige beløb, da de anså maskinerne for at være deres, når først de var stillet op, og truede med at få parlamentet til at ophæve Watts patent.
Grevskabet Cornwall var et stort marked for firmaets maskiner. De havde store mineralforekomster og mange miner, men de særlige problemer ved at drive minedrift i området, herunder lokal rivalivering og høje priser på kul, som skulle hentes i Wales, tvang Watt og senere Boulton til at tilbringe mange måneder om året i Cornwall med at føre tilsyn med opstilling af maskiner og løse problemer med mineejerne. I 1779 ansatte firmaet ingeniøren William Murdoch, som kunne overtage styringen af de fleste installationsproblemer på stedet, så Watt og Boulton kunne blive i Birmingham.
Pumpemotoren til brug i miner var en stor succes. I 1782 prøvede virksomheden at tilpasse Watts opfindelse så maskinen fik en roterende bevægelse, så den kunne bruges i møller og fabrikker. Ved et besøg i Wales i 1781 havde Boulton set en kraftig kobbervalsemølle, som var vanddrevet, og da han hørte, at den ofte måtte stå stille om sommeren på grund af tørke foreslog han, at en dampmaskine kunne være løsningen på det problem. Boulton skrev til Watt og opfordrede ham kraftigt til at modificere maskinen, i det han advarede om at de nærmede sig grænsen for hvad der kunne sælges af pumpemaskiner: "Der er ikke flere Cornwalls, og den mest oplagte måde at forøge efterspørgslen efter vore maskiner er at anvende dem i møller, som bestemt er et stort marked." Watt brugte en stor del af 1782 på modifikationsprojektet, og selv om han var bange for at det kun ville udløse få ordrer, afsluttede han det i slutningen af året. Der blev modtaget en ordre i 1782 og adskillige andre fra møller og bryggerier snart efter. George 3. besøgte Whitbread bryggeriet i London, og blev imponeret af maskinen. Som demonstration brugte Boulton to maskiner som malede 150 bushel hvede (4,08 ton) i timen på hans nye Albion Mill i London. Selv om møllen i sig selv ikke blev nogen finansiel succes, var den ifølge historikeren Jenny Uglow en fremragende reklame for virksomhedens seneste innovation. Inden møllen blev ødelagt ved en brand i 1791 var møllens ry ifølge den tidlige historiker Samuel Smiles, blev "spredt til nær og fjern", og ordrer på roterende maskiner strømmede ind fra såvel Storbritannien som De forenede Stater og Vestindien.
Mellem 1775 og 1800 byggede virksomheden omkring 450 maskiner. Den lod ikke andre producenter lave maskiner med separate kondensatorer, og omkring 1.000 maskiner af Newcomentypen, som ikke var så effektive men billigere og ikke underlagt restriktioner blev fremstillet i Storbritannien i samme periode. Da James Boswell besøgte Sohofabrikken pralede Boulton: "Her sælger jeg hvad hele verden ønsker sig: kraft." Udviklingen af en effektiv dampmaskine muliggjorde udviklingen af industri i stor stil,og industribyen, såsom Manchester opstod.

### Involvering i møntfremstilling
I 1786 var to tredjedele af de mønter som var i cirkulation i Storbritannien falske, og Royal Mint reagerede ved at lukke, og forværrede derved situationen. Kun få af sølvmønterne var ægte. Selv kobbermønterne blev smeltet om og erstattet med falske, som vejede mindre. Royal Mint lavede ingen kobbermønter i 48 år mellem 1773 og 1821. Det heraf følgende hul blev dækket med kobber poletter, som havde størrelse som en halvpenny og blev udmøntet på vegne af købmænd. Boulton lavede millioner af disse poletter. Ved de sjældne lejligheder hvor Royal Mint rent faktisk slog mønter, var de forholdsvis grove og der var ingen kvalitetskontrol.
Boulton havde vendt sin opmærksomhed mod mønter i midten af 1780'erne, de var jo bare et andet lille metalprodukt i ligned med dem han fremstillede i forvejen. Han havde også aktier i adskillige kobberminer i Cornwall, og havde selv et stort lager af kobber, som han havde købt når minerne ikke kunne sælge det til andre. Da han imidlertid fik ordrer på falske penge, nægtede han at modtage dem: "Jeg vil gøre alt, bortset fra at være en gemen stikker af enkeltpersoner, for at stoppe uvæsenet blandt møntmestrene i Birmingham." I 1788 grundlagde han Soho Mint som en del af sin fabrik. Møntfabrikken indeholdt 8 dampdrevne møntpresser, som hver udmøntede mellemn 70 og 84 mønter i minuttet. Virksomheden havde i starten ikke held til at få licens på at slå britiske mønter, men var snart i gang med at lave mønter til British East India Company til brug i Indien.
Møntmanglen i Storbritannien fortsatte. I et blev til møntmesteren, Lord Hawkesbury (hvis søn blev premierminister som Jarl af Liverpool) den 14. april 1789, skrev Boulton:

Under mine rejser har jeg bemærket at jeg i gennemsnit får to-tredjedele falske halfpence mønter tilbage ved betaling af vejafgift, og jeg tror at uvæsenet vokser i takt med at de falske mønter sættes i cirkulation af de mest usle fabrikanter, som bruger dem til at betale hovedparten af deres lønninger til de fattige folk, som de beskæftiger. Fra undergrunds møntmagere køber de mønter med en nominel værdi på 36 shillings for 20 shilling, så fortjenesten ved denne form for snyd er meget stor.

Boulton at slå nye mønter til pris, som "ikke overstiger halvdelen af af hvad de almindelige kobbermønter altid har kostet at fremstille på hans majestæts mønt". Han skrev til sin ven, Sir Joseph Banks, om fordelene ved hans møntpresser:

De laver mønter meget hurtigere, nemmere, med færre beskæftigede, for lavere pris og et pænere tryk end noget andet maskineri, der har været brugt til at slå mønt ... kan lægge de blanke mønter præcist og uden møje i formen så hurtigt som det ønskes. Kan fungere nat og dag uden træthed med indsættelse af to hold drenge. Maskinen holder tal på antallet af mønter, der bliver slået, og det kan ikke ændres af nogen af de ansatte. Apparatet danner en inskription på møntranden med det samme slag, som danner de to sider. Den slår møntens baggrund mere klart end nogen anden møntpresse kan. Den slår mønterne helt runde, alle med samme diameter og præcis koncentriske i forhold til kanten, hvilket ikke kan gøres af nogen anden hidtil anvendt møntpresse. 

Boulton brugte megen tid i London på lobbyarbejde for at få en kontrakt på at slå britiske mønter, men i juni 1790 udskød William Pitt den yngres regering en beslutning af møntfremstilling på ubestemt tid. I mellemtiden lavede Soho Mint mønter til East India Company, Sierra Leone og Rusland samtidig med at man fremstillede blanke mønter af høj kvalitet som kunne præges af nationale møntmagere rundt omkring.  Virksomheden sendte over 20 mio. blanke mønter til Philadelphia, hvor de blev præget til cent og halv-centmønter af United States Mint. Møntdirektør Elias Boudinot betegnede dem som "perfekte og smukt pudsede". Den højteknologiske Soho Mint fik stigende og tildels uønsket opmærksomhed: konkurrenter forsøgte industispionage samtidig med at de forsøgte at få Boultons møntsmedje lukket.
Den nationale finanskrise nåede sit toppunkt i februar 1797 da Bank of England ophørte med at indløse sine sedler med guld. I et forsøg på at få flere penge i cirkulation vedtog regeringen en plan om at udsende store mængder kommermønter og Lord Hawkesbury tilkaldte Boulton til London den 3. marts 1797 og meddelte ham regeringens plan. Fire dage senere deltog Boulton i et møde i Privy Council, og fik en kontrakt i slutningen af måneden. Ifølge en proklamation af 26. juli 1797, var George 3. "nådigt glad for at give anvisninger på at der måtte tages skridt til at sikre en øjeblikkelig forsyning af sådanne kobbermønter, som bedst kan bruges til betaling af de arbejdsomme fattige i den øjeblikkelige kritiske situation. ... som skulle kunne anvendes som en penny og to pennies".
Proklamationen krævede at mønterne skulle veje henholdsvis en og to ounzes, hvilket betød at deres metalværdi var tæt på pålydende værdi. Boulton gjorde det svært for falskmøntnere. Mønterne blev udformet af Heinrich Küchler og havde en forhøjet kant med indgraverede tal og bogstaver, noget som falskmøntnere ville have svært ved at gøre efter. To penny mønterne var præcis 1½ engelsk tomme i diameter, så 16 tommer ved siden af hinanden ville måle præcis 2 fod. De præcise mål og vægt gjorde det nemt at afsløre falske mønter. Küchler udformede proportionale halfpenny og farthing mønter. De var ikke med i proklamationen, og selv om der blev præget prøvemønter blev de aldrig sat i cirkulation. Halfpenny mønten havde en størrelse så 10 svarede til en fod, og farthingmønten 12 til en fod. Mønterne fik øgenavnet "vognhjul" (cartwheels) dels på grund af størrelsen og dels på grund af den brede rand. Det var den første penny, som blev præget i kobber.
Vognhjulsmønten blev ikke præget igen. En stor del af beholdningen blev smeltet om i 1800 da prisen på kobber steg, og den havde vist sig for tung for de handlende og vanskelig at fremstille. Til Boultons ærgrelse blev de nye mønter eftergjort i bly med kobberbelægning indenfor en måned efter at de var blevet udsendt. Boulton fik tildelt flere kontrakter i 1799 og 1806, begge for de 3 mindste kobbermønter. Selv om vognhjuls designet blev brugt igen på pennyen fra 1799 penny (som blev udmøntet med årstallet 1797), brugte man lettere blanke for at afspejle at prisen på kobber var stedet, og de havde mere konventionelt design. Boulton formindskede i høj grad problemet med falske mønter ved at tilføje linjer på møntkanten og ved at præge på svagt konkave blanke mønter. Falskmøntnere skiftede fokus til lettere mål, nemlig de gamle mønter, som på grund af de hermed forbunde omkostninger ikke blev trukket ud af cirkulation før en gradvis udskiftning fandt sted mellem 1814 og 1817.
I sin mindetale over Boulton efter dennes død i 1809 skrev Watt:

Kort sagt, havde Mr. Boulton ikke gjort andet i livet, end det han gjorde for at forbedre møntvæsenet, ville hans navn fortjene at blive udødeliggjort. Og hvis man betænker, at dette blev gjort samtidig med andre vigtige beskæftigelser, og med store udgifter, som han dengang ikke kunne være sikker på at et passende afkast for, er det et spørgsmål om vi mest skal beundre hans opfindsomhed, udholdenhed eller gavmildhed. Han har gennemført det hele mere som en konge end en privat fabrikant, og kærligheden til ryet har altid været en større tilskyndelse for ham end kærligheden til gevinsten. Dog må det håbes, at indsatsen lønnede sig, selv ud fra den sidste synsvinkel.

## Aktiviteter og holdninger

### Videnskabelige studier og Måneselskabet
Boulton fik aldrig nogen formel uddannelse indenfor videnskab. Hans kammerat og fælle i Måneselskabet skrev om ham efter hans død:

Mr. [Boulton] er et bevis på hvordan megen videnskabelig viden kan opnå uden mange egentlige studier, ved hjælp af en hurtig og præcis opfattelse, megen praktisk erfaring og pæn mekanisk fornemmelse. Han havde meget korrekte fornemmelser for mange grene af naturfilosofi, var en mester indenfor erhver form for metalkunst og vidste alt om den kemi som havde forbindelse til genstanden for hans forskellige produktionsgrene. Elektricitet og astronomi var på et tidspunkt blandt hans foretrukne adspredelser. 

Fra en tidlig alder havde Boulton interesseret sig for de videnskabelige fremskridt i tiden. Han afviste teorier om at elektricitet var en manifestation af menneskets sjæl og skrev: "vi kender denne ting og det er forkert at kalde den ånd". Han kaldte sådanne teorier for "kimærer i vores hjerner". Hans interesse bragte ham i kontakt med andre entusiaster, såsom John Whitehurst, som også blev medlem af Måneselskabet. I 1758 rejste trykkeren fra Pennsylvania Benjamin Franklin, der var den førende indenfor elektriske eksperimenter, til Birmingham under et af sine langvarige ophold i Storbritannien. Boulton mødte ham og introducerede ham for sine venner. Boulton arbejdede sammen med Franklin i forsøget på at opsamle elekticitet i en leidnerflaske, og da trykkeren manglede nyt glas til sit "glassychord" (en mekanisk udgave af et glasorgel) fik han det fra Boulton.
Trods de tidsbegrænsninger, som hans voksende forretning lagde på ham, fortsatte Boulton sine videnskabelige eksperimenter. Han nedskrev observationer i sine notesbøger om kviksølvs fryse og kogepunkt, om ændringer i pulsen alt efter alder, om planeternes bevægelser og om hvordan man kan lave segllak og usynligt blæk. Erasmus Darwin, en anden entusiast, som blev medlem af Måneselskabet skrev imidlertid til ham i 1763, "Da du nu er blevet en udruelig og ihærdig forretningsmand, tør jeg dårligt forstyrre dig om en tjeneste af ... filosofisk art."
Entusiasterne i Birmingham, heriblandt Boulton, Whitehurst, Keir, Darwin, Watt (efter flytningen til Birmingham), pottemageren Josiah Wedgwood og teologen og kemikeren Joseph Priestley begyndte at mødes uformelt i slutningen af 1750'erne. Dette udviklede sig til et månedligt møde omkring fuldmåne, hvilket betød, at der var lys til at se ved på vejen hjem, hvilket var noget mange britiske klubber benyttede sig af på den tid. Gruppen kaldte med tiden sig selv for "Lunar Society", og efter at medlemmet Dr. William Small, som uformelt havde koordineret kommunikationen mellem medlemmerne, var død i 1775, tog Boulton skridt til at selskabet kom til at køre i mere faste rammer. De mødtes på søndage og startede med middagsmad kl. 14 og fortsatte med deres diskussioner mindst til kl. 20.
Selv om han ikke formelt var medlem af Måneselskabet var Sir Joseph Banks aktiv i det. I 1768 sejlede Banks med kaptajn James Cook til Sydhavet, og med sig havde han grønne glasørenringe fremstillet på Soho som gaver til de indfødte. I 1776 bestilte kaptajn Cook et instrument fra Boulton, formentlig til brug i navigationen. Boulton foretrak i reglen ikke at gå i gang med langvarige projekter, og han advarede Cook om, at færdiggørelsen kunne tage år. I juni 1776 tog Cook af sted på den rejse, hvor han blev dræbt næsten tre år senere, og Boultons arkiver har ingen yderligere omtale af instrumentet.
Udover de videnskabelige diskussioner og eksperimenter, som foregik i gruppen, havde Boulton et forretningsforhold til nogle af medlemmerne. Watt og Boulton var partnere i et kvart århundrede. Boulton købte vaser fra Wedgwoods pottemageri og udsmykkede dem med guldbronze og overvejede at gå i partnerskab med ham. Keir var i lang tid leverandør og samarbejdspartner for Boulton, om end Keir aldrig blev den partner, Boulton havde håbet på.
I 1785 blev både Boulton og Watt optaget som medlemmer af Royal Society. Ifølge Whitehurst, som skrev for at lykønske Boulton, blev der ikke afgivet en eneste stemme imod ham.
Selv om Boulton håbede, at hans aktiviteter i Måneselskabet ville "forhindre nedgang i et selskab, som jeg håber vil vare ved", blev der ikke optaget nye medlemmer når de gamle døde eller flyttede. I 1813, fire år efter Boultons død, blev selskabet opløst, og der blev afholdt et lotteri for at få afhændet dets ejendele. Da der ikke blev taget referater af møderne, er der ikke mange detaljer bevaret om dem. Historikeren Jenny Uglow skrev om den langsigtede betydning af selskabet:

Måneselskabets ... medlemmer er blevet kaldt den industrielle revolutions fædre ... Betydningen af netop dette selskab stammer fra dets pionerarbejde indenfor eksperimentel kemi, fysik, konstruktion og medicin sammenkædet med lederskab indenfor fremstilling og handel samt med dets politiske og sociale idealer. Medlemmerne var fremragende repræsentanter for et uformelt videnskabeligt netværk, som gik på tværs af klasser og knyttede håndværkernes nedarvede færdigheder sammen med lærdes teoretiske fremskridt, en nøglefaktor da Storbritannien bragte sig foran resten af Europa.

### Samfundsindsats
Boulton var bredt involveret i samfundsaktiviteter i Birmingham. Hans ven dr. John Ash havde længe forsøgt at bygge et hospital i byen. Boulton var en stor beunder af Georg Friedrich Händels musik, og fik ideen til at afholde en musikfestival i Birmingham for at samle penge ind til hospitalet. Festivalen blev afholdt i september 1768, og blev den første af en række som varede til et godt stykke ind i 1900-tallet. Hospitalet åbnede i 1779. Boulton hjalp også til ved byggeriet af et centralapotek, hvor man kunne få ambulant behandling. Boulton var en fast støtte for apoteket, han stod for økonomien, og skrev: "Hvis institutionens midler ikke er tilstrækkelige til at opretholde driften, betaler jeg det der mangler." Apoteket voksede hurtigt ud af sine oprindelige rammer, og en ny bygning i Temple Row blev åbnet i 1808, kort før Boultons død.
Boulton hjalp til med at grundlægge New Street Theatre i 1774, og skrev senere, at det at have et teater tilskyndede velhavende besøgende til at komme til Birmingham, og bruge flere penge end de ellers ville. Boulton forsøgte at få teatret anerkendt som et patenteret teater, med kongeligt patent, med ret til at opsætte seriøse forestillinger. Det mislykkedes i 1779, men lykkedes i 1807. Han støttede også Birminghams oratoriske Choral Society og samarbejdede med knappemageren og amatørmusik promotoren Joseph Moore om at arrangere en række private koncerter i 1799. Han havde en kirkestol i St Paul's Church, Birmingham, et centrum for musik. Da der i 1784 blev arrangeret opførelser af Messias i den (fejlagtige) tro, at det var hundredåret for Händels fødsel, og (korrekte) at det var 25 året for hans død, var Boulton tilstede og skrev: "Jeg ved dårligt hvad der var mest storslået, lyden eller sceneriet. Begge dele var så umådeligt fine, at det ligger udenfor mine evner at beskrive. Under det store "Halleluja" var det lige før min sjæl steg op fra mit legeme."
Bekymret over kriminaliteten i Birmingham, klagede Boulton: "Gaderne er fra middag til midnat inficeret med prostituerede."
I en ære før oprettelsen af politiet, deltog Boulton i en komite, som skulle organisere frivillige til at patruljere i gaderne om natten og reducere kriminaliteten. Han støttede den lokale milits med penge og våben. I 1794 blev han valgt til High Sheriff of Staffordshire.
Udover at forsøge at forbedre leveforholdene lokalt, var Boulton interesseret i verdenspolitik. Efter i starten at have været sympatisk indstillet overfor de oprørske amerikanske kolonisters sag, ændrede han mening da det gik op for ham, at et uafhængigt Amerika kunne udgøre en trussel mod britisk handel, og i 1775 organiserede han en henvendelse til regeringen om at indtage en hård linje over for amerikanerne. Men da den amerikanske revolution var lykkedes, genoptog han handelen med de tidligere kolonier. Han havde større sympati med den franske revolution, som han mente var berettiget, om end han udtrykte sin rædsel over den revolutionære regerings blodige udskejelser. Da krigen med Frankrig brød ud, betalte han våbnene til et kompagni frivillige, som var indstillede på at yde modstand mod enhver fransk invasion.

## Familie og senere år, død og mindesmærker
Da Boulton blev enkemand i 1783 havde han to teenage-børn at tage sig af. Hverken hans søn Matthew Robinson eller hans datter Anne havde et robust helbred. Matthew var ofte syg og var en dårlig elev, som skiftede fra skole til skole indtil at kom ind i faderens forretning i 1790; Anne havde et dårligt ben, som forhindrede hende i leve livet fuldt ud. Selv om han i lange perioder var bortrejst på forretningsrejser havde Boulton stor omsorg for sin familie. I januar 1780 skrev han til sin kone:

Intet kunne på den mindste måde lindre denne lange, denne kolde, denne meget fjerne adskillelse fra min kæreste kone og børn andet end den sikre viden om at jeg bereder deres velfærd, lykke og velstand, og når det er målet, kender jeg ingen møje, som jeg ikke ville udholde for at opnå det.

Da patentet udløb i 1800 trak både Boulton og Watt sig tilbage fra partnerskabet og overdrog begge deres roller til deres sønner. De to sønner lavede snart ændringer. De offentlige fremvisninger af Sohofabrikken, som den ældre Boulton havde været stolt af i alle årene i Soho blev stoppet. Som pensionist forblev Boulton aktiv og fortsatte med at lede Soho Mint. Da en ny Royal Mint blev bygget på Tower Hill i 1805 fik Boulton en kontrakt på at udstyre den med moderne maskineri. Hans fortsatte aktivitet bekymrede Watt, som helt havde trukket sig tilbage fra Soho, og som skrev til Boulton i 1804, "Dine venner er meget bange for at den opmærksomhed du må give driften af mønten kan gå ud over dit helbred".
Boulton hjalp til at håndtere manglen på sølv og overtalte regeringen til at lade ham ompræge Bank of England's store lager af spanske dollars med et engelsk design. Banken havde forsøgt at sætte de spanske mønter i cirkulation ved at overstemple den side, som viste den spanske konge med et lille portræt af George 3., men publikum tøvede med at acceptere dem, til dels på grund af falsknerier. Dette tiltag inspirerede til kupletten : "The Bank to make their Spanish Dollars pass/Stamped the head of a fool on the neck of an ass." Boulton ødelagde det gamle billede ved sin omtprægning. Selv om Boulton ikke havde så stor succes med at undgå forfalskninger, som han havde håbet (forfalskninger af høj kvalitet kom frem få dage efter at mønten var sat i cirkulation), forblev disse mønter i cirkulation indtil Royal Mint igen udsendte store mængder af sølvmønter i 1816 hvor Boultons blev trukket tilbage. Han førte opsyn med den sidste udmøntning af hans britiske kobbermønter i 1806, og en stor portion kobbermønter, som kun skulle bruges i Irland. Selv da hans helbred svigtede, fik han sine tjenere til at bære sig fra Soho House til Soho Mint, og han sad og så på maskineriet, som havde overmåde travlt i 1808 hvor der blev præget næsten 90 mio. mønter til East India Company. Han skrev: "Af alle de mekaniske områder jeg er gået ind i, er der ingen, som jeg har brugt så megen energi på, som at perfektionere møntkunsten."
I begyndelsen af 1809 blev han alvorligt syg. Han havde længe haft nyresten, som også var i blæren, hvilket gav ham store smerter. Han døde i Soho House den 17. august 1809. Han blev begravet på kirkegården ved St. Mary's Church, Handsworth, i Birmingham – kirken blev senere udvidet til at dække hans grav. Inde i kirken på nordmuren af højkoret er der et stort marmor monument over ham. Det blev bestilt af hans søn og udformet af billedhuggeren John Flaxman. Den består af en marmorbuste af Boulton, som er placeret i en rund åbning oven på to putti, hvoraf den ene holder en gravering af Sohofabrikken.
Boulton er blevet hædret med flere mindesmærker i og omkring Birmingham. Soho House, hans hjem fra 1766 til hans død er nu et museum, og det samme gælder hans første værksted, Sarehole Mill. Soho arkiverne er på Birmingham City Archives. Han mindes med tre blå plaketter (blue plaque), på hans fødested i Steelhouse Lane, på Soho House og på Sarehole Mill. En forgyldt bronzestatue Boulton, Watt and Murdoch (1956) af William Bloye står udenfor old Register Office på Broad Street i det centrale Birmingham. Matthew Boulton Campus, der udgør en stor del af universitetet i Birmingham, blev oprettet i 2009.
.

Den 29. maj 2009 meddelte Bank of England at Boulton og Watt ville blive afbildet på de nye £50 sedler. Sedlen bliver den første, som viser et dobbeltportræt på en seddel fra Bank of England, og viser de to industrifolk ved siden af billeder af en dampmaskine og Boultons Sohofabrik. Citater, som tilskrives hver af de to er medtaget på sedlen: "I sell here, sir, what all the world desires to have—POWER" (Boutlon) og "I can think of nothing else but this machine" (Watt). I september 2011 blev det meddelt at sedlen ville blive sat i cirkulation den 2. november.
I marts 2009 blev Boulton hædret med et erindringsfrimærke fra Royal Mail.